# Unoe
Unoe fue el nombre comercial de UNOE BANK, S.A., un banco en línea español perteneciente al Grupo BBVA. 
Su código de entidad bancaria era el 0227.
El 31 de marzo de 2016, BBVA anunció su intención de absorber por completo a Unoe y a sus 1,6 millones de clientes finalizando dicha absorción el 12 de diciembre del mismo año.

## Historia
Uno-e se fundó el 27 de marzo de 2000 a partir de la ficha del Banco de la Propiedad. Inicialmente era propiedad a partes iguales de BBVA y Terra Networks. Posteriormente, BBVA aumentó su participación hasta el 67%. La presencia de Terra en el accionariado formaba parte de la alianza global firmada entre BBVA y Telefónica, matriz de Terra, en el ejercicio de 2000. 
En 2001 se inició una fusión con el desaparecido banco británico en línea First-e que fracasó por la desaparición de dicha entidad.
A partir de 2006, BBVA se convirtió su único accionista al comprar todas las acciones que aún estaban en poder de Telefónica. Desde 2008, el logotipo de BBVA se incorporó al logotipo del banco para subrayar su integración en el grupo.
En junio de 2010, tras 10 años de vida, decidió dar un giro estratégico posicionándose como el banco puro de internet que pretendía hacer fácil la vida financiera de sus clientes ofreciendo soluciones prácticas y transparentes. Con el cambio de posicionamiento vino un cambio de la oferta de productos y servicios. Se amplió la oferta de canales y se renovó la imagen corporativa: el logotipo cambió e incorpora un asterisco multicolor. Además, la marca uno-e perdió el guion y pasó a ser unoe.
Se apoyó el relanzamiento del banco en nuevas iniciativas en redes sociales: se abrieron canales de comunicación y atención a cliente en Twitter y Facebook y, además, se introdujo la posibilidad de que los clientes publicaran en redes sociales el contenido de las ofertas del banco desde la web.
El 31 de marzo de 2016, BBVA anunció su intención de absorber por completo a Unoe y a sus 1,6 millones de clientes. El 12 de diciembre de ese mismo año, finalizó dicha absorción y todos los clientes de Unoe pasaron a serlo de BBVA.

## Características
Unoe permitía realizar operaciones desde internet, teléfono móvil (www.unoe.mobi), cajeros de la red BBVA o por teléfono las 24 horas del día, todos los días del año. Ofrecía productos de banca comercial (cuentas, tarjetas, depósitos, planes de pensiones, hipotecas y préstamos personales) e inversión (fondos, bolsa).
Contaba con oficinas físicas en Madrid, Barcelona y Bilbao que fue cerrando paulatinamente: la última en cerrar, en octubre de 2009, estaba ubicada la calle Miguel Ángel, 7 de Madrid. La idea de no contar con oficinas se reforzó con el relanzamiento del banco en 2010, pues quería ser un modelo puro de internet con apoyo de canales en los que el cliente se autogestionara. El cliente disponía de la red de cajeros de BBVA para operar (ingresos y retiradas de efectivo, consultas y operativa con cuentas, tarjetas y productos de ahorro), aunque, por normativa del Banco de España estaba obligado a ofrecer un servicio de caja, el cual estaba a disposición de sus clientes en Paseo de La Habana, 12 de Madrid.

## Acceso a la banca por Internet y banca telefónica
Desde el lanzamiento a mediados de 2010 de su nueva web, unoe también disponía de una web adaptada para móviles con una interfaz simplificada y con menor peso de descarga: www.unoe.mobi, que podía usarse también para acceder desde netbooks.
El banco lanzó a finales de 2012 su App para iOS. También estaba disponible la versión para Android desde octubre de 2013.
Por otro lado, contaba con la opción de realizar operaciones mediante banca telefónica, realizando una llamada a su centro de atención telefónica.